# اوریان پرشون
اوریان پرشون (سوئدی: Örjan Persson؛ زادهٔ ۲۷ اوت ۱۹۴۲) بازیکن فوتبال اهل سوئد بود.
از باشگاه‌هایی که در آن بازی کرده‌است می‌توان به باشگاه فوتبال داندی یونایتد و باشگاه فوتبال رنجرز اشاره کرد.
وی همچنین در تیم ملی فوتبال سوئد بازی کرده‌است.